# Chelostoma
Chelostoma (лат.) — род пчёл из подсемейства Megachilinae.

## Описание
Длина 4—9 мм (один вид до 14 мм: Chelostoma grandis Nylander). Гнездятся в древесине. В Крыму обнаружено участие пчел рода Chelostoma в опылении мимикрирующих видов растений Cephalanthera rubra (L.) Rich. и Campanula taurica Juz..

## Классификация
В составе рода выделяют следующие подрода:
- Ceraheriades (Tkalů, 1984)
- Chelostoma (Latreille, 1809)
- Eochelostoma (Griswold, 1998)
- Foveosmia (Warncke, 1991)
- Gyrodromella (Michener, 1997)
- Prochelostoma (Robertson, 1903).

## Виды
В состав рода входят следующие виды:
- Chelostoma campanularum (Kirby, 1802)
- Chelostoma confusum (Benoist, 1934)
- Chelostoma distinctum Stöckhert, 1929
- Chelostoma emarginatum Nylander, 1856
- Chelostoma florisomne (Linnaeus, 1758)
- Chelostoma foveolatum (Morawitz, 1868)
- Chelostoma fuliginosum (Panzer, 1798)
- Chelostoma grande Nylander, 1852
- Chelostoma handlirschi Schletterer, 1889
- Chelostoma incertum Perez, 1890
- Chelostoma proximum Schletterer, 1889
- Chelostoma rapunculi (Lepeletier, 1841)
- Chelostoma styriacum Schwartz & Gusenleitner, 1999
- Chelostoma ventrale Schletterer, 1889